# Larari

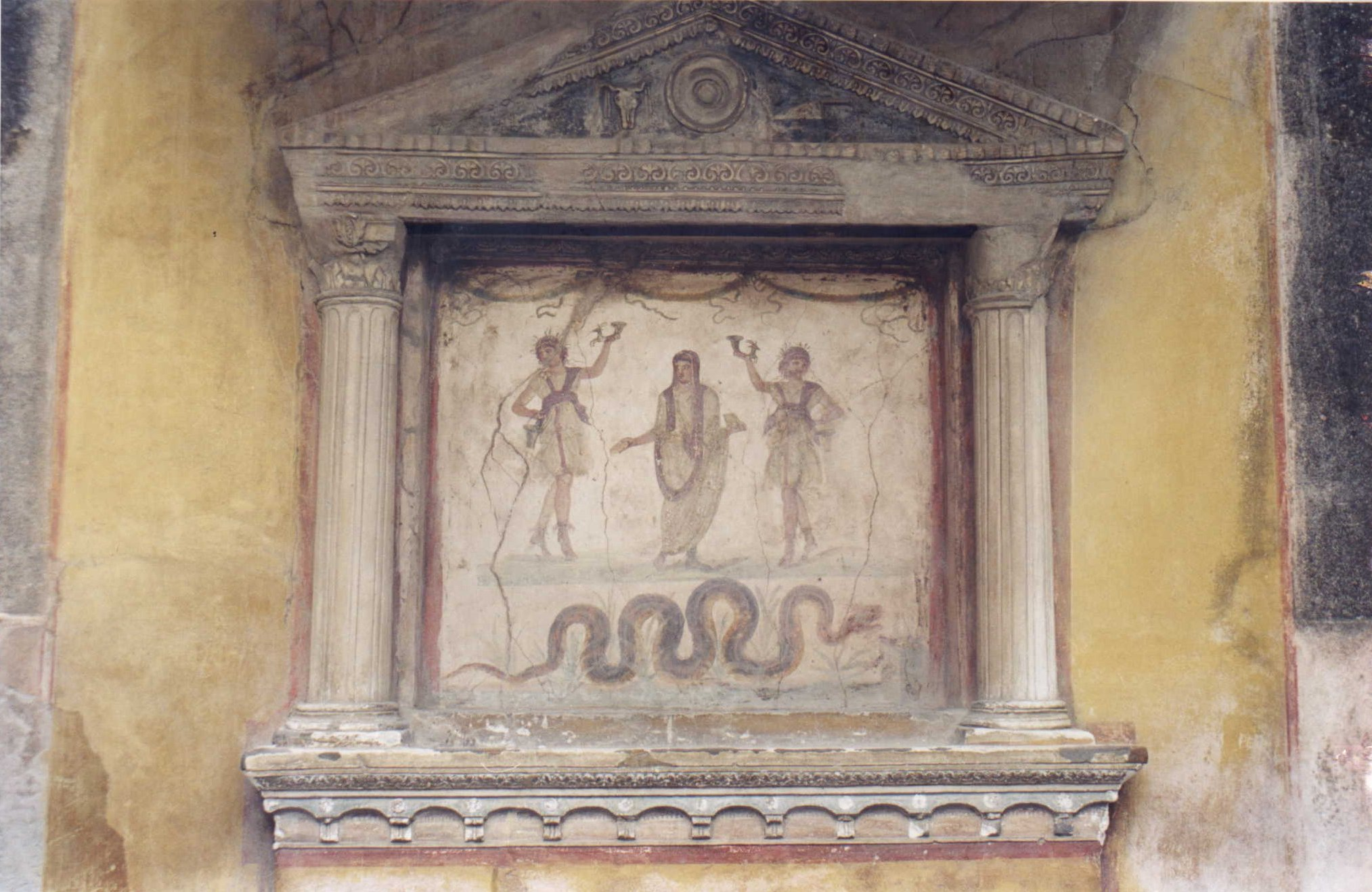
Larari de la Casa dels Vetti, a Pompeia

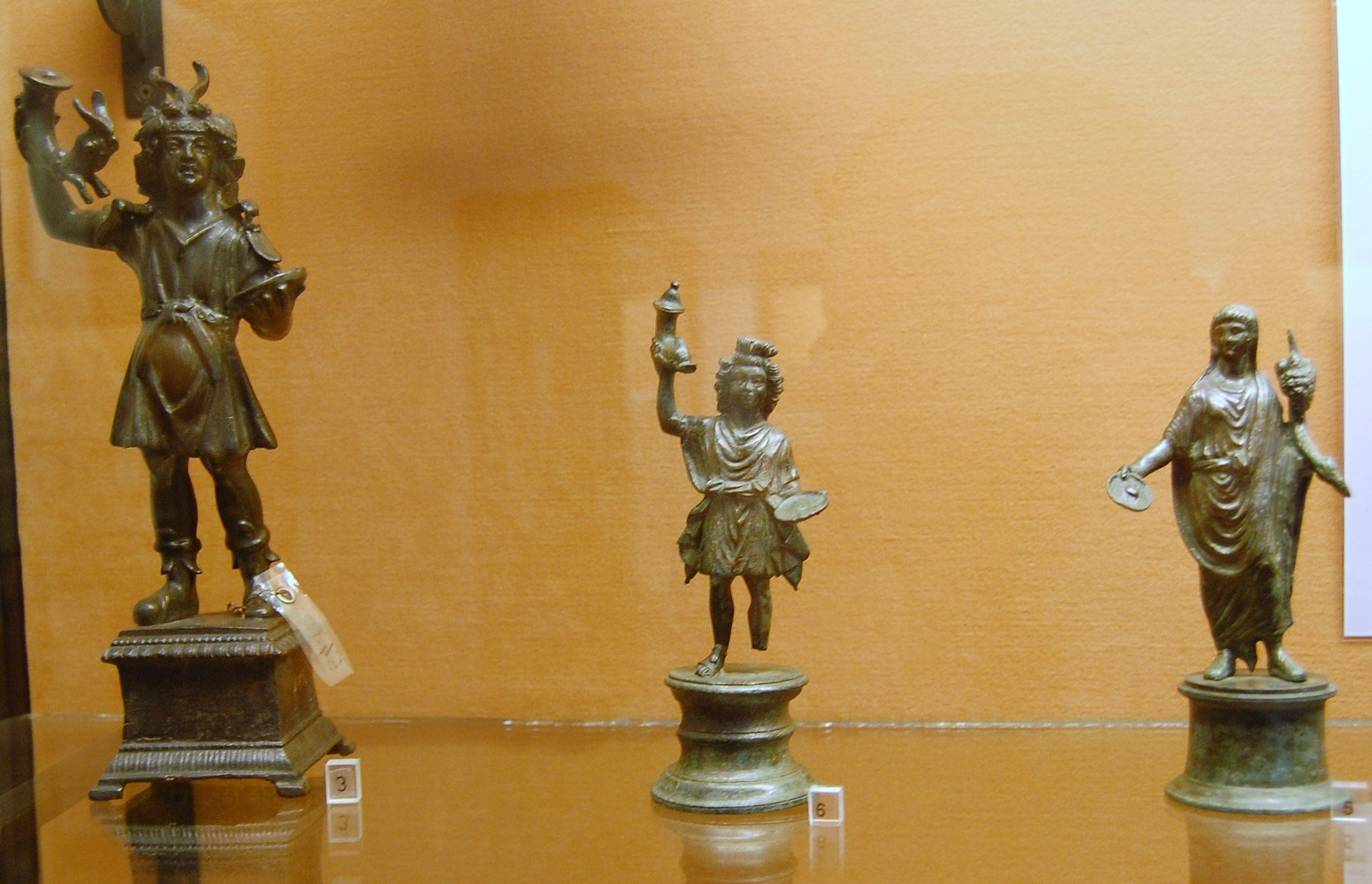
Estatuetes de déus Lars - Museu Arqueològic Nacional de Nàpols

El larari (en llatí: lararium) era un petit altar a l'interior de les cases romanes que estava dedicat al culte domèstic dels Lars, déus de la llar. A les domus dels patricis, el larari es trobava en general a l'atri (pati principal de la domus). A les cases més humils, que no disposaven d'atri, el larari se situava sovint a la cuina, a prop del foc. També hi podia haver més d'un larari.
Generalment consistia en un sacrarium o en una petita edícula decorada (com mostren els que s'han conservat a Pompeia o a Òstia). Les formes del larari variaven en funció de les llars. Podien estar recoberts de marbre tallat i semblar un petit temple en miniatura, mentre que en altres habitatges, podia ser un simple habitacle de fusta o un prestatge en la paret, però sempre havia de contenir pintures o estatuetes dels déus Lars.
Al larari es retia culte als avantpassats, i cada família tenia els seus déus específics als quals havia de fer diversos ritus i ofrenes diàries. Si no es feien aquestes ofrenes, els amos de la casa s'exposaven a diverses desgràcies, segons les seves creences. Al larari, també s'hi guardaven de vegades relíquies de la família.
Moltes vegades els lars eren personatges rellevants pels quals una persona tenia algun tipus d'afecte o simpatia. Per exemple, a la col·lecció de biografies Història Augusta es diu que l'emperador Alexandre Sever tenia dos lararis: el gran (maius) amb les imatges de Crist, Abraham, Orfeu i Alexandre el Gran, i el menor (minor) amb les de Virgili, Ciceró i Aquil·les.